# Zmarli w roku 1981
Lista osób zmarłych w 1981:

## styczeń 1981
- 1 stycznia – Kazimierz Michałowski, polski archeolog i historyk sztuki[1]
- 5 stycznia – Harold Clayton Urey, amerykański chemik, noblista[2]
- 6 stycznia – Archibald Joseph Cronin, brytyjski pisarz[3]
- 9 stycznia – Kazimierz Serocki, polski kompozytor i pianista[4]
- 14 stycznia – Romuald Adam Cebertowicz, polski inżynier, hydrotechnik[5]
- 15 stycznia – Franciszek Moskwa, kupiec, kolekcjoner, bibliofil rzeszowski[6]
- 23 stycznia – Samuel Barber, amerykański kompozytor[7]

## luty 1981
- 8 lutego – Jakob Bender, niemiecki piłkarz[8]
- 9 lutego – Bill Haley, amerykański muzyk i wokalista[9]
- 13 lutego – Wacław Kuchar, polski wszechstronny sportowiec, olimpijczyk[10]
- 16 lutego – Zygmunt Brockhusen, major piechoty Wojska Polskiego, działacz konspiracyjny[11]
- 20 lutego – Jacob Bakema, holenderski architekt[12]

## marzec 1981
- 6 marca – Henryk Zieliński, polski historyk, znaleziony martwy na ulicy, przyczyn śmierci do dziś nie wyjaśniono[13]
- 7 marca – Bosley Crowther, amerykański dziennikarz i krytyk filmowy „The New York Timesa[14]
- 9 marca – Max Delbrück, niemiecki biolog[15]
- 11 marca – Kazimierz Kordylewski, polski astronom[16]
- 17 marca – Maria Łaszkiewicz, polska twórczyni tkaniny artystycznej, reprezentantka polskiej szkoły tkaniny[17]

## kwiecień 1981
- 7 kwietnia – Krzysztof Klenczon, polski kompozytor, wokalista i gitarzysta[18]
- 8 kwietnia – Omar Bradley, amerykański generał[19]
- 12 kwietnia:
  - Petrus Beukers, holenderski żeglarz, medalista olimpijski[20]
  - Andrzej Krzeptowski II, polski narciarz olimpijczyk, kierownik schronisk tatrzańskich[21]
  - Joe Louis, amerykański bokser wagi ciężkiej, mistrz świata[22]
- 13 kwietnia – Feliks Olko, pułkownik SB[23]
- 17 kwietnia – Ludwik Sempoliński, polski aktor, reżyser, pedagog teatralny[24]
- 26 kwietnia – Grunia Suchariewa, radziecka psychiatra dziecięca, która pierwsza opublikowała szczegółowy opis objawów autystycznych[25]

## maj 1981
- 2 maja – Wacław Barcikowski, polski działacz państwowy i polityczny, prawnik[26]
- 9 maja – Nelson Algren, amerykański pisarz[27]
- 11 maja – Bob Marley, jamajski muzyk reggae[28]
- 18 maja – William Saroyan, pisarz amerykański ormiańskiego pochodzenia[29]
- 24 maja – Jaime Roldós Aguilera, prawnik i polityk ekwadorski, prezydent kraju[30]
- 28 maja – Stefan Wyszyński, prymas Polski, kardynał, błogosławiony[31]
- 29 maja – Janusz Minkiewicz, polski pisarz, satyryk[32]
- 30 maja – Ziaur Rahman, banglijski polityk i wojskowy[33]

## czerwiec 1981
- 3 czerwca – Carleton Coon, amerykański antropolog[34]
- 11 czerwca – Maria Czapska, polska historyk literatury, eseistka, redaktorka paryskiej „Kultury”[35]

## lipiec 1981
- 1 lipca – Marcel Breuer, węgierski architekt[36]
- 9 lipca – Willi Beuster, niemiecki polityk[37]
- 12 lipca – Boris Polewoj, rosyjski dziennikarz i prozaik[38]
- 16 lipca – Richard Hyland, amerykański sportowiec, medalista olimpijski[39]
- 22 lipca – Maria Agnieszka od Najświętszego Sakramentu, meksykańska zakonnica, założycielka Klarysek Misjonarek i Misjonarzy Chrystusa, błogosławiona katolicka[40]
- 27 lipca – William Wyler, amerykański reżyser filmowy[41]

## sierpień 1981
- 1 sierpnia – Jan Batory, polski reżyser filmowy i scenarzysta[42]
- 5 sierpnia – Jerzy Spława-Neyman, amerykański matematyk polskiego pochodzenia[43]
- 26 sierpnia – Kazimierz Zembrzuski, polski inżynier mechanik, konstruktor lokomotyw; profesor Politechniki Warszawskiej[44]
- 28 sierpnia – Eugeniusz Słuszkiewicz, polski językoznawca, poliglota, tłumacz[45]

## wrzesień 1981
- 1 września – Albert Speer, niemiecki polityk i architekt, jeden z przywódców hitlerowskich Niemiec[46]
- 2 września – Tadeusz Baird, polski kompozytor[47]
- 3 września – Theodore Roszak, amerykański rzeźbiarz polskiego pochodzenia[48]
- 8 września – Hideki Yukawa (jap. 湯川 秀樹), japoński fizyk[49]
- 9 września – Jacques Lacan, francuski psychiatra i psychoanalityk[50]
- 12 września – Eugenio Montale, włoski poeta[51]
- 14 września – Yasuji Kiyose, japoński kompozytor[52]
- 23 września – Zofia Vetulani, polska urzędniczka państwowa[53]
- 27 września – Bronisław Malinowski, polski lekkoatleta, zginął w wypadku samochodowym na moście pod Grudziądzem[54]

## październik 1981
- 3 października – Tadeusz Kotarbiński, polski filozof[55]
- 6 października – Anwar as-Sadat (arab. أنور السادات), egipski prezydent, zamordowany w czasie defilady wojskowej z okazji 8 rocznicy wojny Jom Kipur[56]
- 29 października:
  - Georges Brassens, francuski bard[57]
  - Herbert Westermark, szwedzki żeglarz, medalista olimpijski[58]
- 30 października – Mieczysław Szerer, polski prawnik socjolog i publicysta[59]

## listopad 1981
- 4 listopada – Andrzej Jórczak, polski fotografik, kurator sztuki[60]
- 5 listopada – Stanisław Mazur, polski matematyk, współtwórca lwowskiej szkoły matematycznej[61]
- 15 listopada:
  - Adam Dzianott, polski żołnierz, oficer c. i k. armii, podpułkownik dyplomowany Wojska Polskiego[62]
  - Walter Heitler, niemiecki fizyk i chemik[63]
- 16 listopada – William Holden, amerykański aktor[64]
- 22 listopada – Hans Adolf Krebs, niemiecki biochemik[65]
- 26 listopada – Max Euwe, holenderski szachista, mistrz świata w szachach[66]
- 29 listopada – Natalie Wood, amerykańska aktorka[67]

## grudzień 1981
- 9 grudnia – Rudy Scholz, amerykański sportowiec i prawnik, medalista olimpijski[68]
- 13 grudnia – William K. Jackson, amerykański działacz religijny, członek Ciała Kierowniczego Świadków Jehowy[69]